# Banksia dolichostyla
Banksia dolichostyla är en tvåhjärtbladig växtart som först beskrevs av Alexander Segger George, och fick sitt nu gällande namn av K. Thiele. Banksia dolichostyla ingår i släktet Banksia och familjen Proteaceae. Inga underarter finns listade i Catalogue of Life.